# Ystrad Fflur
Ystrad Fflur est une communauté du Ceredigion, au pays de Galles.

## Géographie
La communauté est située dans l'est du Ceredigion et comprend les villages de Ffair Rhos (en) et Pontrhydfendigaid (en).

## Démographie
Au recensement de 2011, la communauté d'Ystrad Fflur comptait 712 habitants.

## Culture locale et patrimoine
Les ruines de l'abbaye de Strata Florida se trouvent sur le territoire de la communauté. Strata Florida est une latinisation du nom gallois Ystrad Fflur désignant la vallée (ystrad) de la Fflur.